# The Theatre

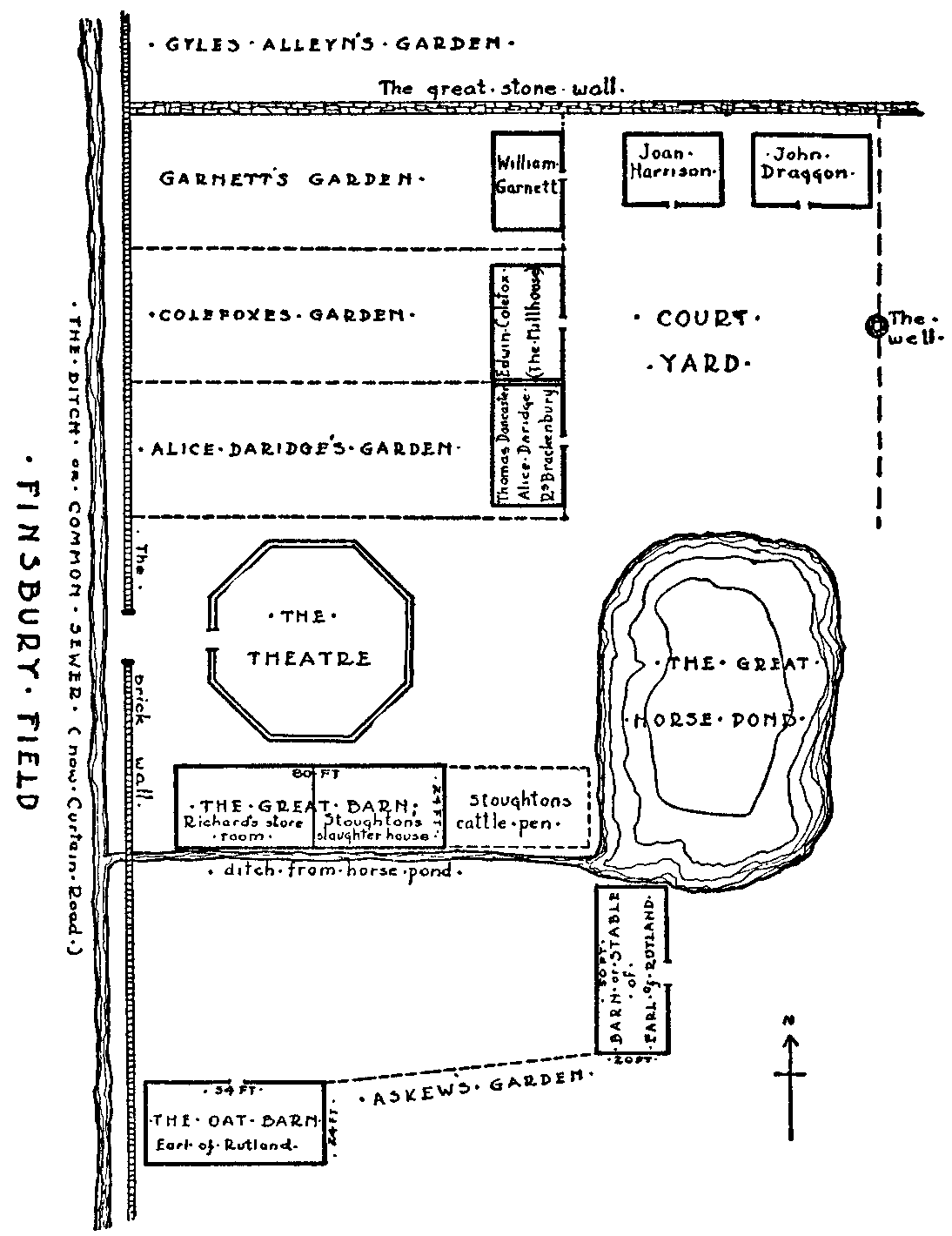
The Theatre op een oude kaart van Londen

The Theatre was een theatergebouw in Shoreditch, Londen, gelegen net buiten de City of London. Het wordt beschouwd als het eerste permanente theater in Engeland, in 1576 gebouwd door acteur en toneelmanager James Burbage samen met zijn zwager John Brayne. Het gezelschap Leicester's Men van Burbage, met de populaire acteur en danser William Kemp in hun gelederen, trad hier met veel succes op tot 1583. Het werd vervolgens bespeeld door verschillende gezelschappen, waaronder dat waartoe William Shakespeare behoorde als acteur en toneelschrijver: de Lord Chamberlain's Men. De bouw kostte ongeveer £700, een aanzienlijk bedrag voor die tijd.
De locatie was gekozen omdat het buiten de jurisdictie viel van de autoriteiten, die vaak niet gediend waren van toneel en het associeerden met andere activiteiten in de wijk, zoals ontucht, gokken en losbandigheid. Een jaar later werd vlak bij deze locatie een tweede theater gebouwd, The Curtain, waarmee al gesproken kan worden van een eerste echte theaterwijk in Londen.
Het roemruchte theater was een grofweg cirkelvormig gebouw, gemodelleerd naar de binnenplaatsen van 
herbergen, waar tot die tijd toneelstukken werden opgevoerd. Het had drie galerijen die uitkeken op een binnenplaats waarop een vooruitstekende open verhoging was geplaatst die dienstdeed als toneel. In de achterwand daarvan was een deur waardoor de acteurs konden opkomen en afgaan. Er werd nog geen gebruik gemaakt van doeken en nauwelijks van decors.
Het publiek kon tegen betaling van een penny plaatsnemen op de binnenplaats, voor het toneel. Voor een penny extra kon men een staanplaats nemen op een van de galerijen, en voor nog een extra penny kon men een zitplaats bemachtigen. Een van de galerijen was ingedeeld in afgesloten compartimenten, bestemd voor de aristocraten of anderen die zo'n plaats konden bekostigen.
The Theatre diende aanvankelijk als podium voor het gezelschap de 'Leicester's Men', een groep acteurs onder het patronaat van de graaf van Leicester. In de jaren 80 speelden er de Admiral's Men, waarvan Richard Burbage deel uitmaakte. Deze acteur zou vanaf 1594 schitteren in het gezelschap van de Lord Chamberlain's Men.
Eind 1596 ontstond er onenigheid met Giles Allen, de eigenaar van het terrein waarop het theater was gebouwd. Als gevolg hiervan verhuisde het gezelschap naar het nabijgelegen theater The Curtain. De zoons van James Burbage, Richard en Cuthbert, besloten uiteindelijk om The Theatre te ontmantelen. Het bouwmateriaal werd verscheept en gebruikt voor een geheel nieuw theater, het Globe Theatre.
Van het theater van destijds is niets meer terug te vinden. De voormalige locatie wordt gemarkeerd door een plaquette op Curtain Road in Shoreditch.